# Didier Baussy-Oulianoff
Didier Baussy-Oulianoff (Cannes, 29 luglio 1941 – Parigi, 1º agosto 2007) è stato un regista francese.

## Biografia
Dopo aver completato gli studi in letteratura e sociologia, ha lavorato per l'agenzia pubblicitaria Publicis. Nel 1966 è diventato assistente alla regia per spot pubblicitari. Ha diretto il suo primo cortometraggio nel 1968 (Coup de Feu, edito nel 1970). Nel 1973 si è dedicato alla realizzazione di documentari nei paesi del Terzo Mondo, prima di scoprire ciò che realmente era la sua passione: i documentari sull'arte.
Tra i suoi documentari più noti, citiamo: Picasso e Joan Miró: Constellations - The Color of Poetry.
Per molti anni è stato residente a Montisi. Appassionato di musica, poco prima di morire ha creato la Oceanline Foundation con l'obiettivo di sostenere le iniziative musicali nella Toscana meridionale.
Ha recitato come attore nell'ultimo film L'Argent di Robert Bresson (1983).
Dal 1998 al 2003 ha fatto parte della giuria del Film Festival Internazionale Visionaria.
Negli ultimi anni della sua vita si è avvicinato alla fotografia. Nel 2000 il suo lavoro fotografico Les doubles vues è stato esposto a Roma.
Quasi tutti i suoi documentari sono stati tradotti ed editi in varie lingue e disponibili presso varie mediateche in Europa. 
Nel 2001 prese parte con quattro suoi cortometraggi, ognuno della durata di 10 minuti, ad una serata a tema sul "design" con la partecipazione del note designer Philippe Starck. i quattro cortometraggi Baussy-Oulianoff sono basate su alcune "icone del XX secolo": dalla sedia rossa e blu di Gerrit Rietveld (1923) alla mappa della Londra metropolitana disegnata da Harry Beck (1933), il Maggiolino Volkswagen di Ferdinand Porsche (1939), le posate Rosenthal di Tapio Wirkkala (1963).
Nell'ambito della manifestazione "Videonotte/maratona notturna di videoarte" alla Casa dell'Arte di Trieste del 2013,, con un fitto programma di iniziative, fu prevista anche l’intervista a Picasso sul suo rapporto con la luce estratto dal documentario Picasso: l'artista, la vita, le opere di Baussy-Oulianoff. Nel 2018 al Cinema Spazio Uno di Firenze proiettò il documentario Edouard Manet di Baussy-Oulianoff in lingua francese con sottotitoli in italiano.

## Filmografia parziale
- Coup de Feu, cortometraggio (1970)
- Le Tchad des Rebelles, (1975)
- Le Tintoret d’après Jean-Paul Sartre ou La Déchirure jaune, (1983)
- Bonnard ou Les Aventures du Nerf optique, (1983)
- De l’Architecture dans le Vacarme d’un Champ de Betteraves, (1984)
- Picasso, (1985)
- Matisse Voyages, (1987)
- 'Les Silences de Manet, (1988)
- Titien Théâtre, (1989)
- Bill Culbert, (1990)
- Velazquez, Stratégie pour un Spectateur, (1991)
- Miró, Etincelles, Poésie, Liberté, (1992)
- Saint-Jacques Aller-Retour, (1993)
- Picasso et la Danse, Histoire d’un Mariage, (1994)
- Joan Miró: Constellations - The Color of Poetry, (1994)
- Jordi Savall la Beauté du Son, (1995)
- Viva Verdi, musicien populaire, (2001)